# Einhänder (Computerspiel)
Einhänder ist ein Computerspiel des japanischen Spieleentwicklers Square für die PlayStation, das auf dem Spielprinzip des sogenannten Scrolling-Shooter basiert. Dies bezeichnet einerseits die Ansicht des Spielgeschehens von der Seite, sowie den spielbestimmenden Inhalt, das Eliminieren von Gegnern durch Schießen. Einhänder ist das meistverkaufte Videospiel dieser Art. Das Spiel erschien in der englischen wie in der japanischen Version unter dem deutschen Titel „Einhänder“.
Der Name des Spiels ist gleichzeitig der Name des Raumschiffs, welches vom Spieler gesteuert wird und leitet sich von der deutschen Bezeichnung für ein einhändig geführtes Schwert ab und bezieht sich auf den Greifarm am Schiff, welcher in Aussehen und Funktion dem so geführten Schwert ähnelt.

## Hintergrundhandlung
Die Handlung spielt in der Zukunft. Im Jahre 2245 führen die Erde und der Mond einen erbitterten Krieg. Technisch entwickelt liegt die Mondbevölkerung (genannt Selene, siehe unten) im Vorteil, jedoch besitzt die Erde aufgrund ihrer größeren Bevölkerung die Ressourcenüberlegenheit. Um den Krieg zu ihren Gunsten zu wenden, lassen die Selene den Ein-Mann-Flieger „Einhänder“ zur Erde starten. Dieser durchbricht die Verteidigungslinien und soll nun die Superwaffe der Erde, eine riesige Rakete, zerstören.

## Spielprinzip
Der Spieler übernimmt nun die Rolle des Fliegers. Er hat die Aufgabe, so viele Feinde wie möglich abzuschießen. Zuvor kann der Spieler aus drei verschiedenen Schiffstypen einen auswählen.
Zudem steht ein Arsenal an Waffen zur Verfügung. Diese Waffen, sogenannte Gunpods, können von verschiedenen abgeschossenen Feinden übernommen werden. Sie stehen dem Spieler dann sofort zur Verfügung, gehen allerdings bei Abschuss des Schiffes verloren. Außerdem steht jedem Schiff ein Maschinengewehr mit unendlicher Munition zur Verfügung.

## Aufbau

### Die Standardfliegertypen
Die verschiedenen Schiffe werden mit verschiedenen griechischen mythologischen Ausdrücken bezeichnet.
- Astraea FGA, Mk I – Dieser Schiffstyp kann zwei Gunpods gleichzeitig tragen und feuern, einen oben und einen unten. Das Maschinengewehr kann nur benutzt werden, wenn kein, oder nur ein Gunpod getragen wird. Dieser Typ ist vor allem für professionelle Spieler geeignet, da diese mit der Eigenschaft zwei Gunpods abzufeuern verheerenden Schaden anrichten können.

- Endymion FRS, Mk II – Dieser Schiffstyp kann drei Gunpods tragen, jedoch nur einen feuern. Dafür kann das Maschinengewehr dauerhaft genutzt werden. Der Spieler kann jederzeit zwischen den drei Gunpods wechseln. Trägt das Schiff bereits drei Waffen und es wird eine vierte aufgesammelt, so geht immer die derzeit aktive Waffe mitsamt Munition verloren und wird durch die neue Waffe ersetzt. Dieses Schiff ist vor allem für erfahrene Spieler geeignet.

- Endymion FRS, Mk III – Mit nur einem Gunpod ausgestattet ist dieses Schiff scheinbar das Schwächste. Es besitzt jedoch zwei Maschinengewehre, welche wie ein einzelnes bedient werden. Aufgrund dieses einfachen Waffensystems ist dieses Schiff für Einsteiger gut geeignet.

### Geheime Fliegertypen
Die geheimen Fliegertypen können nur durch bestimmte Umstände freigespielt werden.
- Die Schabe – Eigentlich als Flieger des Feindes im ersten Level eingesetzt, kann die Schabe durch Erreichen von fünfzehn Boni freigespielt werden. Jedoch kann die Schabe keine Gunpods aufnehmen, sie verstärken lediglich die Feuerkraft der Standardwaffe.

- Astraea FGA, Mk II – Dieser geheime Schiffstyp ist dem Astraea FGA, Mk I sehr ähnlich. Nur wenn der Spieler einen Gunpod aufnimmt, erhält er sofort 9999 Schuss. Freigespielt werden kann dieser Typ nur, wenn man auf Schwierigkeitsstufe Drei das Spiel erfolgreich absolviert.

### Waffen
Einfach zu findende Standard-Zusatzwaffen
- Vulcan – Einer der meist genutzten Gunpods des Spiels mit hoher Feuerrate aber niedriger Wirkung.
- Cannon – Eine weitere oft genutzte Waffe, mit durchschlagender Wirkung aber mit niedriger Feuerrate.
- Spreader – Eine große Reichweite mit niedriger Wirkung macht diese Waffe gegen leichte Gegner effektiv.
- Grenade – Dieser Granatwerfer ist vor allem gegen Hauptgegner gut geeignet.
- Wasp – Ein Raketenwerfer mit zwei Arten von Geschossen, zielsuchende und gerade fliegende.
- Hedgehog – Ebenfalls ein Granatwerfer, dessen Geschosse jedoch in der Luft explodieren.
- Riot – Eine aufladbare Elektrokanone, die eine verheerende Wirkung hat
- Blade – Ein Laserschwert, nutzbar über oder unter dem Raumschiff

Gut versteckte, schwierig zu findende Zusatzwaffen
- Juno – Äußerst durchschlagstarke Gatling-Gun
- Flash – Der stärkste im Spiel erhältliche Laser
- Python – Fünf aneinandergekettete Minen in alter Piraten-Manier

### Die Level
Es gibt sechs verschiedene Level, deren Schwierigkeit chronologisch zunimmt. Jeder Level hat zwei Hauptgegner und führt verschiedene neue Waffen ein.
- Level 1 – Der Level spielt in der Hauptstadt der Erde. Es werden nur relativ leichte Gegner angeführt.

- Level 2 – Dieser Level führt aus der Stadt hinaus in eine Art Wüste, in der der Spieler auf einen langen Kampfzug trifft.

- Level 3 – Der dritte Level hat eine unterirdische Basis der Feinde als Handlungsort.

- Level 4 – Level vier, der wie alle anderen Level aus dem vorherigen hinausführt, spielt in einer unterirdischen Forschungsbasis mit Lager. Der erste Hauptgegner stellt ein Forschungsexperiment dar.

- Level 5 – Level fünf hat den Militärstartplatz der Erde als Handlungsort. Von dort startet die Rakete, die das Hauptziel des Spielers ist.

- Level 6–7 – Nachdem Level fünf absolviert wurde, startet eine kleine Sequenz, die eine Verbindung zwischen den vorherigen Leveln herstellt. Die Rakete ist bereits gestartet, als der Flieger dieser hinterher fliegt.

Wird die Rakete abgeschossen, gibt diese eine riesige Kampfstation, genannt Schwarzgeist, ab, die in den Weltraum steigt. Ist auch dieser Gegner erfolgreich überwunden, startet erneut eine kleine Sequenz, die die Handlung weiter erzählt. Der letzte Gegner, Hyperion (siehe unten) ist der schwierigste von allen, wird er besiegt, ist das Spiel erfolgreich beendet.

## Symbolische Bezeichnungen
Das Spiel enthält viele verschiedene Bezeichnungen aus der Bibel und der griechischen Mythologie.
Griechische Mythologie
- Selene – ist die Mondgöttin, die sich in einen Hirten verliebt und Zeus bittet, ihm ewiges Leben zu gewähren.
- Endymion – ist der schöne und ewig jugendliche Liebhaber der Mondgöttin Selene.
- Hyperion – ist der Sohn von Uranus und Gaia. Er ist der Vater von Selene und Eos.
- Eos – ist der Gott der Dämmerung. Am Ende des Spiels, als der Pilot des Einhänders sich gegen die Selene wendet, wird er von Schiffen mit der Aufschrift E.O.S. angegriffen.
- Astraea – ist eine griechische Bezeichnung für Gerechtigkeit, eine Art Personifikation.

Christliche/jüdische Bezeichnungen
- In der japanischen Version des Spiels heißt die Hauptstadt der Erde Sodom. In der Bibel wird die Geschichte von den Städten Sodom und Gomorra erzählt, in der Gott auf diese Städte Feuer niederregnen lässt, genau wie der Spieler, der ebenfalls Zerstörung über die Stadt bringt. In der amerikanischen Version wurde der Name in Gesetz umgeändert.

## Rezeption
2011 wurde Einhänder nach einer öffentlichen Abstimmung zu den 80 Spielen gewählt, die das Smithsonian American Art Museum in seiner Ausstellung The Art of Video Games präsentierte. Es steht darin stellvertretend für die künstlerische Gestaltung von Action-Shootern für die PlayStation.